# Tom Coventry
Tom Coventry foi um ator britânico da era do cinema mudo.

## Filmografia selecionada
- The New Clown (1916)
- A Fortune at Stake (1918)
- Convict 99 (1919) - Hewett
- Class and No Class (1921)
- The House of Peril (1922)
- Paddy the Next Best Thing (1923)
- Dixon's Return (1924)
- Claude Duval (1924)
- The Wonderful Wooing (1925)
- The Squire of Long Hadley (1925)
- Nell Gwyn (1926)
- The Guns of Loos (1928)
- Under the Greenwood Tree (1929)